# よしもと浅草花月
よしもと浅草花月（よしもとあさくさかげつ）は、かつて吉本興業が運営していた演芸興行。東京都台東区浅草の雷5656会館5階・トキワホールにて月数回定期的に開催された。開催時期は2006年11月4日 - 2015年7月26日。

## 概要
吉本興業は戦前にも東京や横浜に進出して、多くの寄席・劇場・映画館を経営していた時期があり（東京吉本）、1935年には当時の東京を代表する繁華街の一つであった浅草公園六区の一角に「浅草花月劇場｣をオープンして、「吉本ショウ」と銘打った新種の演芸興行で注目された。
戦後、同館は「浅草グランド劇場」と改称して洋画主体の映画館に転身。しかし、女剣劇が流行り出すと「浅草花月劇場」に館名を戻して女剣劇などを上演。しかし流行が廃れると館名はそのままに再度映画館に改装され、以降邦画の二番館として推移。浅草の地盤沈下と共に不採算が続き、漫才ブームで吉本が東京再進出の糸口を掴んだ時期の1985年2月19日に閉鎖された。
その後吉本側と浅草の関係は薄かったが、2006年11月4日、雷5656会館を借りて公演を開始。浅草での演芸興行を60年ぶりに復活させる形となった。年配者から若者まで客層が幅広いものの、他の吉本の劇場と比べると、所在地の関係上、客の年齢層は高かった。会場であるトキワホールの客席は全部で325席で、うち1階が286席、2階が39席。ステージは広々としているが客席はさほど広くなく、そのため芸人の表情がよく見えた。
毎月第4土曜日深夜3時よりニッポン放送「オールナイトニッポンR よしもと浅草花月」の中で放送されていた。

## 出演していた主な芸人
- 若手、ベテラン、漫才、落語、新喜劇関係なく吉本興業の多くの芸人が出演する。
- 他の吉本興業の劇場と比べても、他事務所所属のお笑い芸人が出演する事が多かった。例えばコント山口君と竹田君、ビートきよし、猫ひろしなども出演したことがある。